# Grande Prêmio do Cinema Brasileiro 2011
O Grande Prêmio do Cinema Brasileiro de 2011 foi a décima edição do Grande Prêmio Brasileiro de Cinema, organizado pela Academia Brasileira de Cinema, homenageando os melhores filmes em diversas categorias. A edição ocorreu dia 31 de maio de 2011 e foi transmitida pelos sites da Canal Brasil e G1. A apresentação foi sediada no Teatro João Caetano, no Rio de Janeiro.
Nesta edição, foram homenageados o casal Lucy Barreto e Luiz Carlos Barreto.
Os filmes que tiveram maiores indicações foram: Chico Xavier e Tropa de Elite 2, com 16 indicações cada. Com 10 indicações ficou  Quincas Berro D'Água, enquanto o longa As Melhores Coisas do Mundo foi nove vezes indicado. O filme 5x Favela - Agora por Nós Mesmos ficou com 6 indicações, seguido do filme Eu e Meu Guarda-Chuva com 5 indicações cada.
O grande vencedor da noite foi o filme Tropa de Elite 2 com 8 vitórias, seguido do filme Chico Xavier com 3. Os filmes Quincas Berro D'Água e O Homem que Engarrafava Nuvens ficaram com 2 vitórias.

## Vencedores e indicados

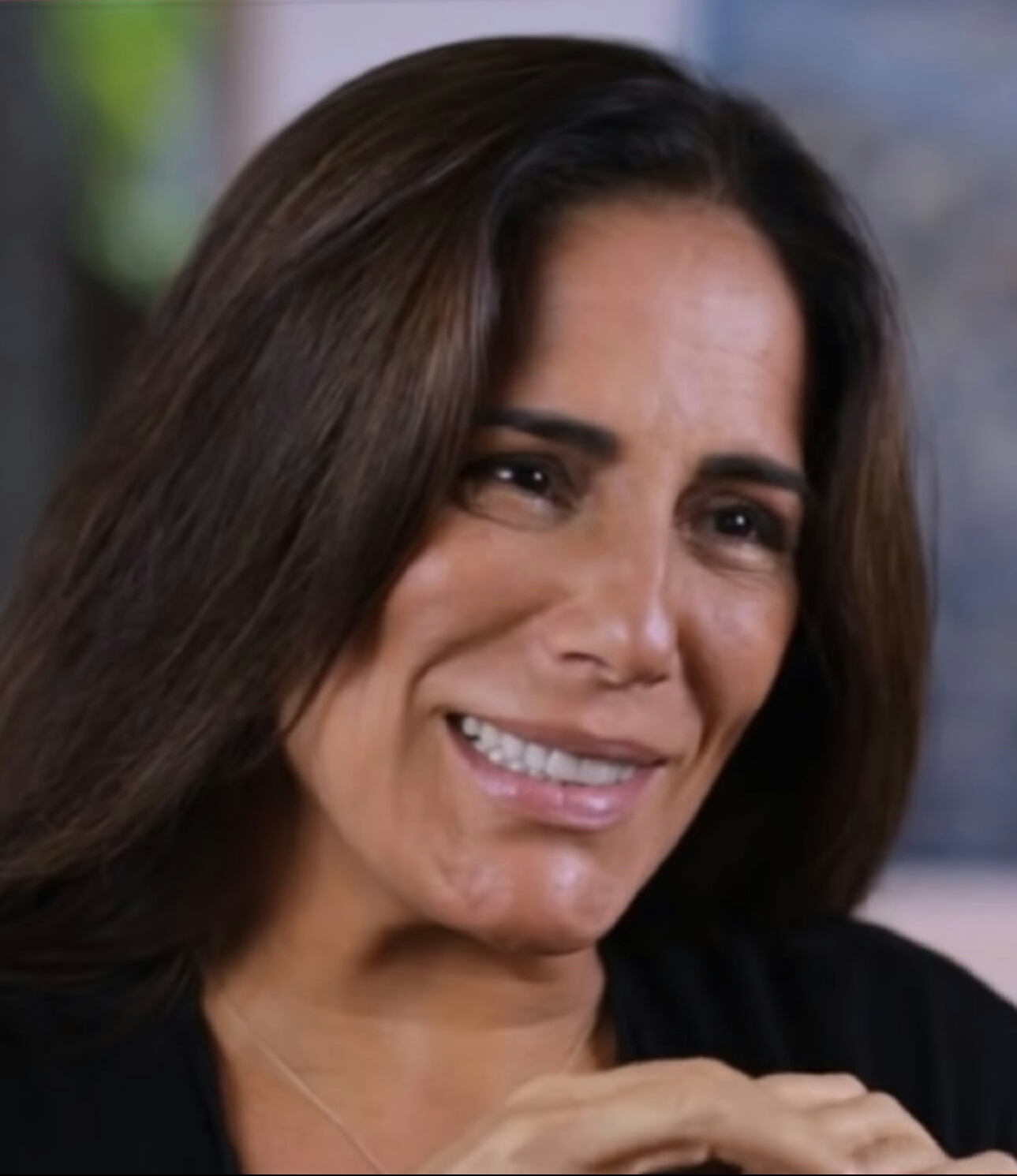
Glória Pires, vencedora de Melhor Atriz

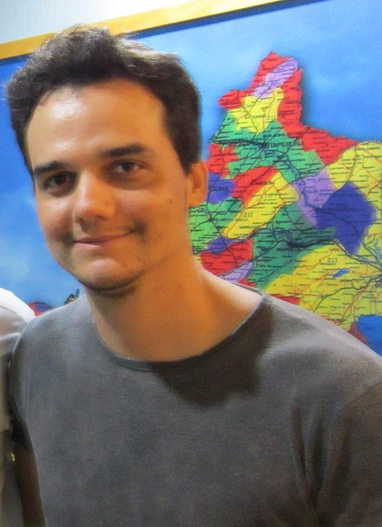
Wagner Moura, vencedor de Melhor Ator

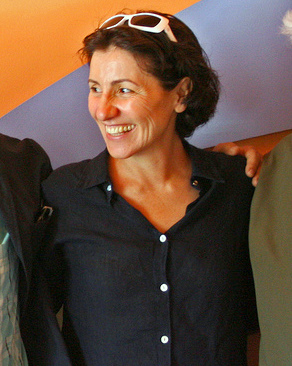
Cássia Kis, vencedora de Melhor Atriz Coadjuvante

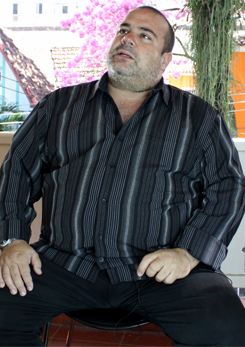
André Mattos, vencedor de Melhor Ator Coadjuvante

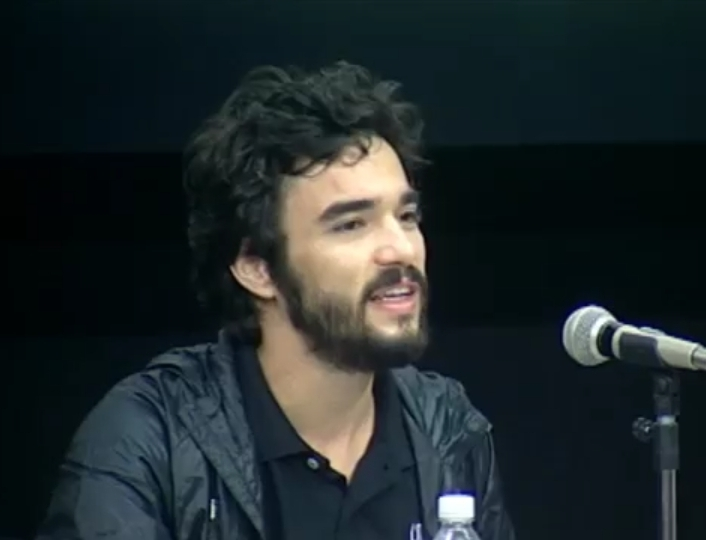
Caio Blat, vencedor de Melhor Ator Coadjuvante

Vencedores estão com o texto em negrito.
| Melhor Longa-Metragem de Ficção | Melhor Direção |
| --- | --- |
| - Tropa de Elite 2: O Inimigo Agora é Outro – José Padilha e Marcos Prado, produtores - 5x Favela - Agora por Nós Mesmos – Renata de Almeida Magalhães, Cacá Diegues,Andrea Barata Ribeiro e Bel Berlinck, produtores - As Melhores Coisas do Mundo – Jasmin Pinho, Minom Pinho, Debora Ivanov, Gabriel Lacerda, Caio Gullane e Fabiano Gullane, produtores - Chico Xavier – Daniel Filho, produtor - Olhos Azuis – José Joffily e Heloisa Rezende, produtores - Viajo porque Preciso, Volto porque Te Amo – Daniela Capelato e João Júnior, produtores | - José Padilha – Tropa de Elite 2: O Inimigo Agora é Outro - Daniel Filho – Chico Xavier - José Joffily – Olhos Azuis - Karim Aïnouz e Marcelo Gomes – Viajo porque Preciso, Volto porque Te Amo - Laís Bodanzky – As Melhores Coisas do Mundo |
| Melhor Atriz | Melhor Ator |
| - Glória Pires – Lula, o Filho do Brasil como Eurídice Ferreira de Melo (Dona Lindu) - Alice Braga – Cabeça a Prêmio como Elaine - Christiane Torloni – Chico Xavier como Glória - Ingrid Guimarães – De Pernas pro Ar como Alice Segretto - Marieta Severo – Quincas Berro D'Água como Manuela | - Wagner Moura – Tropa de Elite 2: O Inimigo Agora é Outro como Roberto Nascimento - Ângelo Antônio – Chico Xavier como Chico Xavier - Chico Diaz – O Sol do Meio-Dia como Matuim - Marco Nanini – O Bem-Amado como Odorico Paraguaçu - Nelson Xavier – Chico Xavier como Chico Xavier - Paulo José – Quincas Berro D'Água como Joaquim Soares da Cunha (Quincas Berro d'Água) |
| Melhor Atriz Coadjuvante | Melhor Ator Coadjuvante |
| - Cassia Kis – Chico Xavier como Iara - Denise Fraga – As Melhores Coisas do Mundo como Camila - Elke Maravilha – A Suprema Felicidade como avó de Paulo - Leandra Leal – Insolação como Liuba - Roberta Rodrigues – 5x Favela - Agora por Nós Mesmos como Renata - Tainá Müller – Tropa de Elite 2: O Inimigo Agora é Outro como Clara Vidal | - André Mattos – Tropa de Elite 2: O Inimigo Agora é Outro como Fortunato - Caio Blat – As Melhores Coisas do Mundo como Artur - André Ramiro – Tropa de Elite 2: O Inimigo Agora é Outro como Capitão André Mathias - Cássio Gabus Mendes – Chico Xavier como padre Júlio Maria - Hugo Carvana – 5x Favela - Agora Por Nós Mesmos como Dos Santos - Irandhir Santos – Tropa de Elite 2: O Inimigo Agora é Outro como Diogo Fraga |
| Melhor Roteiro Original | Melhor Roteiro Adaptado |
| - Tropa de Elite 2: O Inimigo Agora é Outro – Bráulio Mantovani e José Padilha - 5x Favela - Agora por nós mesmos – José Antônio da Silva, Rafael Dragaud, Rodrigo Cardozo e Vilson de Oliveira - As Melhores Coisas do Mundo – Luiz Bolognesi - De Pernas pro Ar – Marcelo Saback e Paulo Cursino - Muita Calma Nessa Hora – Bruno Mazzeo, João Avelino e Rosana Ferrão - Olhos Azuis – Melanie DiMantas e Paulo Halm - Viajo porque Preciso, Volto porque Te Amo -– Karim Aïnouz e Marcelo Gomes                                                      | - Chico Xavier – Marcos Bernstein, adaptado da obra As Vidas de Chico Xavier, de Marcel Souto Maior - Eu e Meu Guarda-Chuva – Adriana Falcão, Bernardo Guilherme, Marcelo Gonçalves e Toni Vanzolini, baseado da obra Eu e Meu Guarda-Chuva de Branco Mello, Hugo Possolo e Ciro Pessoa - O Bem-Amado – Claudio Paiva e Guel Arraes, baseado da peça de teatro Odorico, o Bem-Amado ou Os Mistérios do Amor e da Morte, de Dias Gomes - Os Famosos e os Duendes da Morte – Esmir Filho e Ismael Caneppele, baseado no romance homônimo de Ismael Caneppele - Quincas Berro D'Água – Sérgio Machado baseado na novela A Morte e a Morte de Quincas Berro D’Água, de Jorge Amado |
| Melhor Longa-Metragem Documentário | Melhor Longa-Metragem Infantil |
| - O Homem que Engarrafava Nuvens – Denise Dumont, produtora - Dzi Croquettes – Raphael Alvarez, Bob Cline e Tatiana Issa, produtores - José e Pilar – Miguel Gonçalves Mendes, Fernando Meirelles, Bel Berlinkpor, Augustin Almodóvar e Esther Garcia, produtores. - Rita Cadillac - A Lady do Povo – Toni Venturi e Sergio Kieling, produtores - Uma Noite em 67 – Mauricio Andrade Ramos e João Moreira Salles, produtores | - Eu e Meu Guarda-Chuva – Toni Vanzolini, Eliana Soárez, Leonardo Monteiro de Barros, Luiz Noronha e Pedro Buarque de Hollanda, produtores - A Casa Verde – Marilaine Castro da Costa e Paulo Nascimento, produtores - High School Musical: O Desafio – Iafa Britz, Marcos Didonet, Walkiria Barbosa e Wilma Lustosa, produtores |
| Melhor Direção de Fotografia | Melhor Direção de Arte |
| - Tropa de Elite 2: O Inimigo Agora é Outro – Lula Carvalho - A Suprema Felicidade – Lauro Escorel - Chico Xavier – Nonato Estrela - Lula, o Filho do Brasil – Gustavo Hadba - Quincas Berro D'Água – Toca Seabra | - Quincas Berro D'Água – Adrian Cooper - As Melhores Coisas do Mundo – Cassio Amarante - Chico Xavier – Claudio Amaral Peixoto - Lula, o Filho do Brasil – Clóvis Bueno - Tropa de Elite 2: O Inimigo Agora é Outro – Tiago Marques Teixeira |
| Melhor Figurino | Melhor Maquiagem |
| - Quincas Berro D'Água – Kika Lopes - Chico Xavier – Bia Salgado - Eu e Meu Guarda-Chuva – Andrea Simonetti - O Bem-Amado – Cláudia Kopke - Tropa de Elite 2: O Inimigo Agora é Outro – Cláudia Kopke | - Chico Xavier – Rose Verçosa - Eu e Meu Guarda-Chuva – Ana Van Steen - Lula, o Filho do Brasil – Ana Van Steen - O Bem-Amado – Lu Moraes - Quincas Berro D'Água – Marisa Amenta - Tropa de Elite 2: O Inimigo Agora é Outro – Martín Macias Trujillo |
| Melhor Efeito Visual | Melhor Som |
| - Nosso Lar – Darren Bell, Geoff D. E. Scott e Renato Tilhe - Chico Xavier – Tamis Lustre - Eu e Meu Guarda-Chuva – Marcelo Siqueira - Quincas Berro D'Água – Luciano Neves - Tropa de Elite 2 – André Waller, Bruno Van Zeenbroeck, Fabrício Navarro e Henrique Fernandes | - Tropa de Elite 2: O Inimigo Agora é Outro – Alessandro Laroca, Armando Torres Jr. e Leandro Lima - As Melhores Coisas do Mundo – Alessandro Laroca, Armando Torres Jr. e Louis Robin - Chico Xavier – Branko Neskov, Carlos Alberto Lopes, Cas e Simone Petrillo - Nosso Lar – Alessandro Laroca, Armando Torres Jr. e George Saldanha - Quincas Berro D'Água – Alessandro Laroca, Armando Torres Jr. e José Moreau Louzeiro |
| Melhor Montagem Ficção | Melhor Montagem Documentário |
| - Tropa de Elite 2: O Inimigo Agora é Outro – Daniel Rezende - 5x Favela - Agora por nós mesmos – Quito Ribeiro - As Melhores Coisas do Mundo – Daniel Rezende - Chico Xavier – Diana Vasconcellos - Viajo porque Preciso, Volto porque Te Amo – Karen Harley | - Dzi Croquettes – Raphael Alvarez - José e Pilar – Cláudia Rita Oliveira - O Homem que Engarrafava Nuvens – Daniel Garcia e Mair Tavares - Uma Noite em 67 – Jordana Berg - Utopia e Bárbarie – Bernardo Pimenta |
| Melhor Trilha Sonora | Melhor Trilha Sonora Original |
| - O Homem que Engarrafava Nuvens – Guto Graça Mello - 5x Favela - Agora por Nós Mesmos – Guto Graça Mello e MV Bill - A Suprema Felicidade – BID - As Melhores Coisas do Mundo – Cristovão Bastos - Quincas Berro D'Água – Beto Villares | - Olhos Azuis – Jaques Morelenbaum - Chico Xavier – Egberto Gismonti - Dzi Croquettes – Cláudio Lins e Cláudio Tovar - José e Pilar – Adriana Calcanhoto, Camané, Luís Cilia, Bruno Palazzo, Filipe Pinheiro, Pedro Granato e Pedro Gonçalves - Tropa de Elite 2: O Inimigo Agora é Outro – Pedro Bromfman |
| Melhor Longa-Metragem Estrangeiro | Melhor Curta-Metragem Ficção |
| - O Segredo dos Seus Olhos (Argentina e Espanha) - A Fita Branca (Alemanha) - A Origem (Estados Unidos) - O Pequeno Nicolau (França) - A Rede Social (Estados Unidos) | - Recife Frio – Kleber Mendonça Filho, diretor - Alguém Tem que Honrar Esta Derrota! – Leonardo Esteves, diretor - Avós – Michael Wahrmann, diretor - Eu Não Quero Voltar Sozinho – Daniel Ribeiro, diretor - Ensaio de Cinema – Allan Ribeiro, diretor |
| Melhor Curta-Metragem Documentário | Melhor Curta-Metragem Animação |
| - Geral – Anna Azevedo, diretora - Ave Maria ou Mãe dos Sertanejos – Camilo Cavalcante, diretor - Dois Mundos – Thereza Jessouroun, diretora - Faço de Mim o Que Quero – Petrônio Lorena e Sérgio Oliveira, diretores - Urbe – Marcos Oliveira, diretor | - Tempestade – Cesar Cabral, diretor - Anjos do Meio da Praça – Camila Carrossine e Alê Camargo, diretores - Bonequinha do Papai – Luciana Eguti e Paulo Muppet, diretores - Eu Queria Ser Um Monstro – Marão, diretor - Menina da Chuva – Rosaria, diretora |

### Filmes com mais indicações e prêmios
| Indicações | Filme                                     |
| ---------- | ----------------------------------------- |
| 16         | Chico Xavier                              |
| 16         | Tropa de Elite 2: O Inimigo Agora É Outro |
| 10         | Quincas Berro d'Água                      |
| 9          | As Melhores Coisas do Mundo               |
| 6          | 5x Favela - Agora por Nós Mesmos          |
| 5          | Eu e Meu Guarda-Chuva                     |
| 4          | O Bem-Amado                               |
| 4          | Lula, o Filho do Brasil                   |
| 4          | Olhos Azuis                               |
| 4          | Viajo porque Preciso, Volto porque Te Amo |
| 3          | Dzi Croquettes                            |
| 3          | José e Pilar                              |
| 3          | O Homem Que Engarrafava Nuvens            |
| 3          | A Suprema Felicidade                      |

| Vitórias | Filme                                     |
| -------- | ----------------------------------------- |
| 8        | Tropa de Elite 2: O Inimigo Agora É Outro |
| 3        | Chico Xavieri                             |
| 2        | O Homem Que Engarrafava Nuvens            |
| 2        | Quincas Berro d'Água                      |